# Jaskulin
Jaskulin – (niem.  Möhnersdorf), wieś w Polsce położona w województwie dolnośląskim, w powiecie świdnickim, w gminie Dobromierz przy  drodze krajowej nr 34.

## Podział administracyjny
W latach 1975–1998 miejscowość administracyjnie należała do województwa wałbrzyskiego.

## Zabytki
Do wojewódzkiego rejestru zabytków wpisany jest:
- zespół pałacowy, z XVIII-XX w.:
  - Pałac w Jaskulinie
  - zabudowania gospodarcze
  - park z ogrodem
  - folwark